# Giraffenberge
Die Giraffenberge sind ein Gebirge im Nordwesten Namibias in der Region Kunene. Die höchste Erhebung erreicht eine Höhe von 1724 m. Den Namen erhielt das Gebirge zur Zeit der deutschen Kolonialherrschaft, als die örtliche Tierwelt gerne für die Benennung geographischer Objekte herangezogen wurde.